# Флор и Лавр
Флор и Лавр (II век) — раннехристианские мученики, пострадавшие в Иллирике. Известны только по житийной литературе. Почитаются православной (память 18 (31) августа) и католической (память 18 августа) церквями; на Руси считались покровителями лошадей.

## Жизнеописание
Согласно житию, Флор и Лавр были родными братьями, с юности уверовавшими во Христа. Их, как известных каменщиков, правитель Иллирика направил к правителю соседней области для построения нового языческого храма. Братья отдавали полученную плату бедным и проповедовали им Христа. Успеху их проповеди способствовали чудеса, самым известным из которых стало исцеление сына языческого жреца, после чего исцелённый и его отец стали христианами. В новопостроенном храме, в который ещё не были внесены идолы, Флор и Лавр вместе с обращёнными ими христианами совершили совместную молитву, а после этого уничтожили идолов, предназначенных для перенесения в храм.
Все участники этих событий были схвачены и сожжены, а Флор и Лавр были отправлены обратно в Иллирик. Флор и Лавр исповедали себя христианами перед правителем, после чего были брошены в колодец и засыпаны землёй. Впоследствии их мощи были обретены нетленными и перенесены в Константинополь, где в монастыре Пантократора их видели русские паломники Антоний и Стефан Новгородец в 1200 и 1350 годах соответственно.
Предание утверждает, что сразу после обретения мощей Флора и Лавра прекратился падёж скота. В связи с этим на Руси эти святые почитались как покровители лошадей. В древних русских иконописных подлинниках указывается, что на иконах святые Флор и Лавр должны быть написаны с лошадьми.

## В художественной литературе

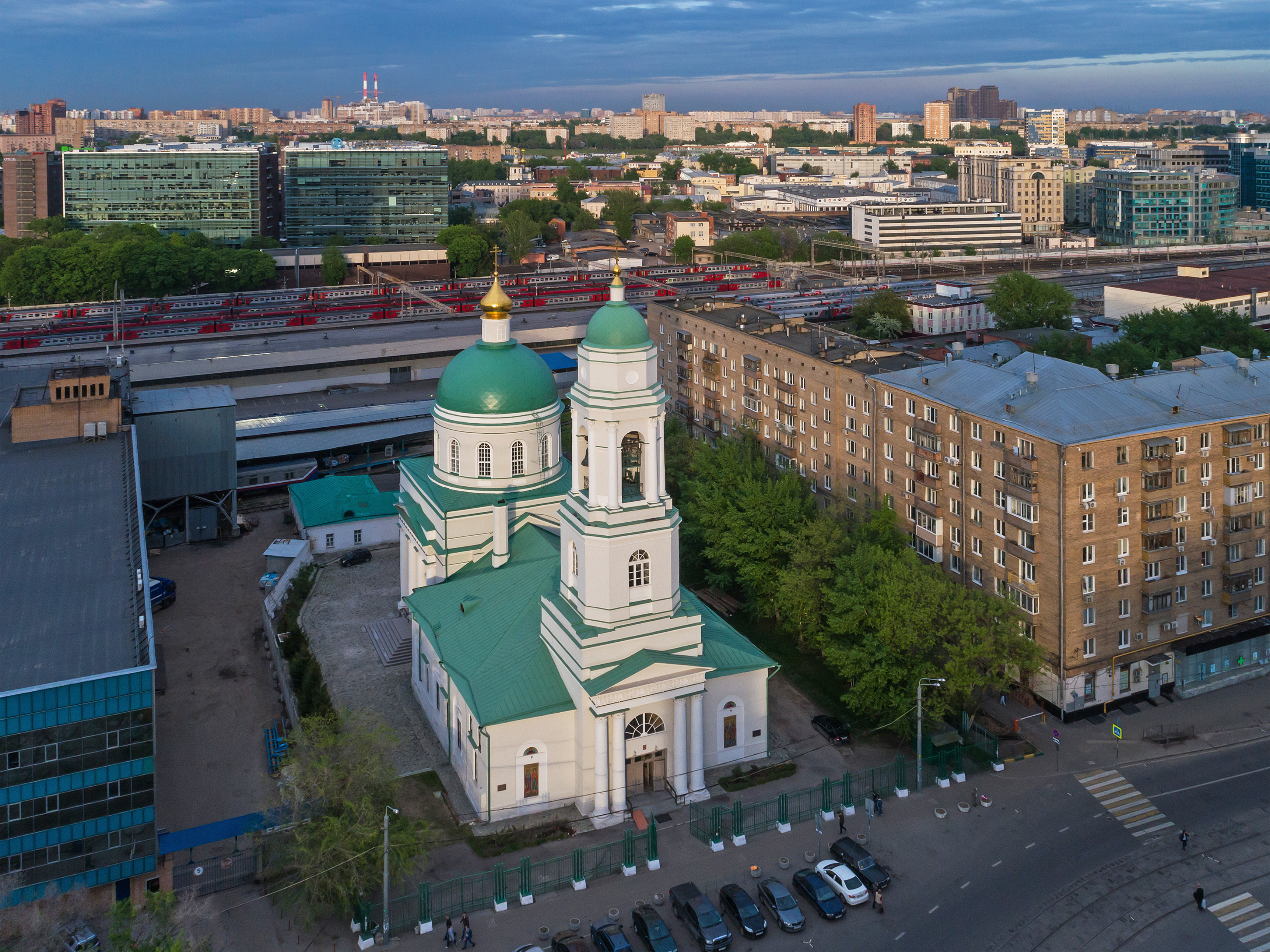
Храм святых мучеников Флора и Лавра в Москве

В «Войне и мире» Флор и Лавр упоминаются в простодушной молитве Платона Каратаева:

Помолчав несколько времени, Платон встал. 

— Что ж, я чай, спать хочешь? — сказал он и быстро начал креститься, приговаривая:

— Господи, Иисус Христос, Никола-угодник, Фрола и Лавра, господи Иисус Христос, Никола-угодник! Фрола и Лавра, господи Иисус Христос — помилуй и спаси нас! — заключил он, поклонился в землю, встал и, вздохнув, сел на свою солому. — Вот так-то. Положи, боже, камушком, подними калачиком, — проговорил он и лег, натягивая на себя шинель.

— Какую это ты молитву читал? — спросил Пьер.

— Ась? — проговорил Платон (он уже было заснул). — Читал что? Богу молился. А ты рази не молишься?

— Нет, и я молюсь, — сказал Пьер. — Но что ты говорил: Фрола и Лавра?

— А как же, — быстро отвечал Платон, — лошадиный праздник.
— «Война и мир», т. 4, ч. 1, гл. 12.
В произведении И. Ильфа и Е. Петрова "Двенадцать стульев" упоминается, что один из важных героев Отец Фёдор служил в уездном городе N в церкви Фрола и Лавра.

## Прочее
В 2011 году Святейший Патриарх Кирилл своим указом благословил считать церковным праздником ветеринаров день памяти святых мучеников Флора и Лавра.